# Geo Tracker
Geo Tracker – samochód osobowy typu SUV klasy miejskiej produkowany pod amerykańską marką Geo w latach 1989–1998.

## Historia i opis modelu

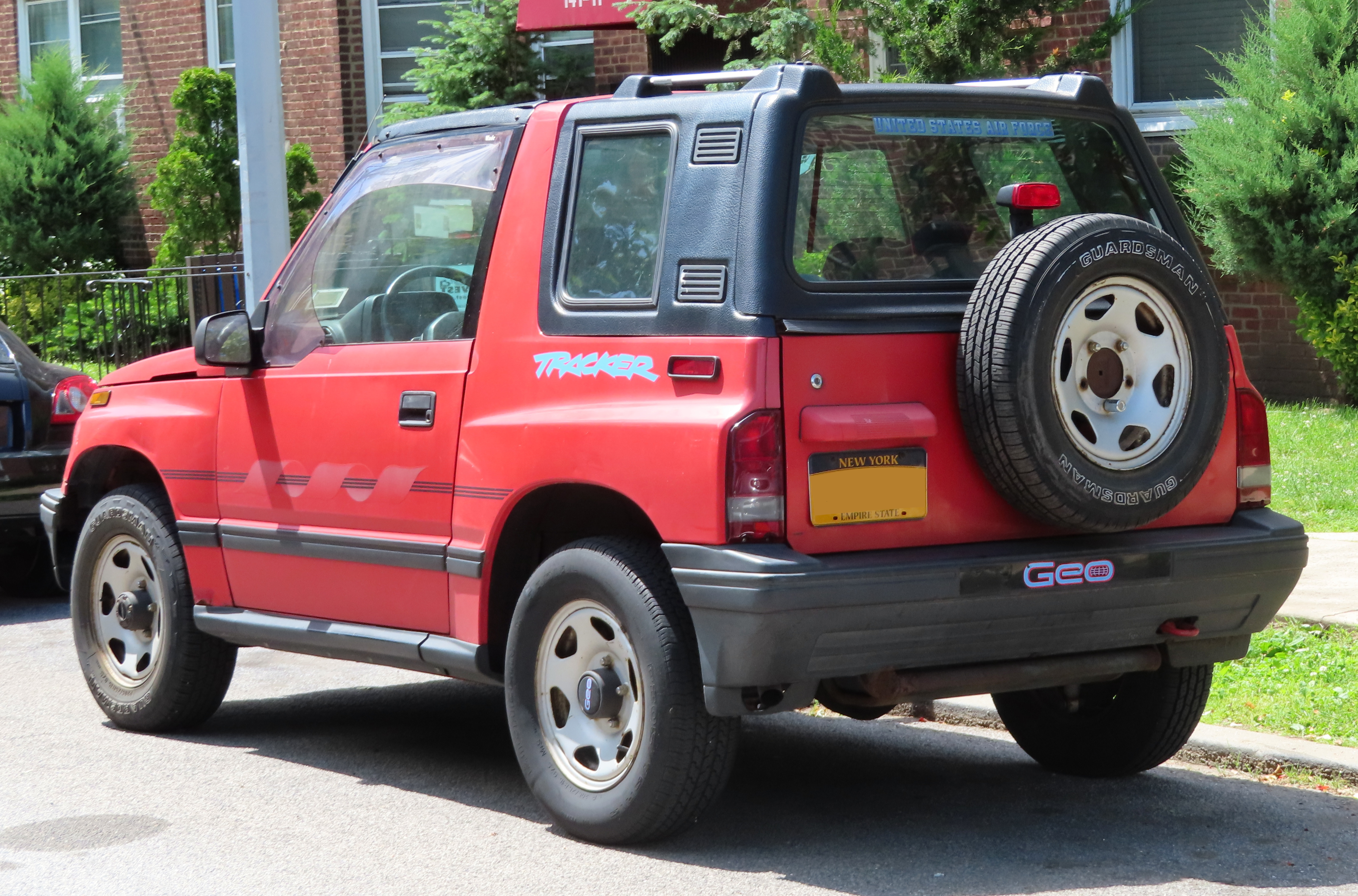
Geo Tracker – tył

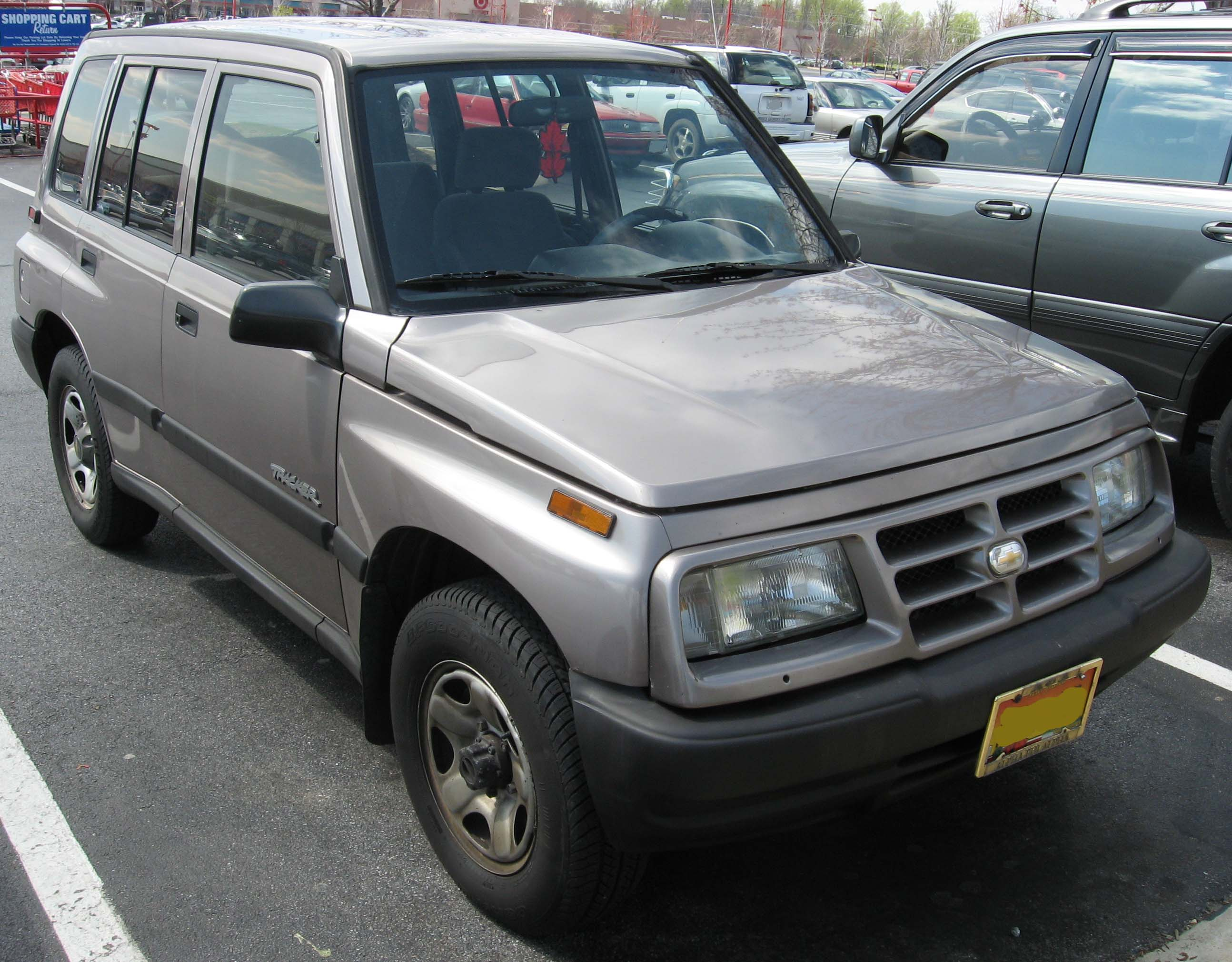
Geo Tracker w wersji pięciodrzwiowej

W 1989 roku w ramach ofensywy modelowej nowo powstałej marki Geo, koncern General Motors postanowił poszerzyć jej ofertę o kolejny model zbudowany w ramach współpracy z Suzuki. Model Tracker uzupełnił ofertę w klasie małych SUV-ów jako bliźniaczy model dla oferowanego równolegle w Ameryce Północnej Suzuki Sidekick, a w samej Kanadzie – dodatkowo GMC Tracker/Asüna Sunrunner/Pontiac Sunrunner. Co więcej, w tym kraju przez pierwsze dwa lata produkcji, do 1991 roku zamiast Geo Tracker oferowano model ze znaczkiem Chevroleta.

### Zmiana nazwy
W 1998 roku General Motors podjęło decyzję o likwidacji marki Geo, która skutkowała włączeniem jej oferty modelowej do portfolio Chevroleta w Ameryce Północnej. W efekcie samochód przybrał nazwę Chevrolet Tracker, ponownie nosząc taką nazwę w Kanadzie po 7 latach przerwy i po raz pierwszy w Stanach Zjednoczonych. Trwało to jednak tylko kilka miesięcy – w 1999 roku przedstawiono nowy model.

### Silniki
- L4 1.6l 80 KM L01
- L4 1.6l 96 KM LS5